# Новый кафедральный собор (Выборг)
Новый кафедральный собор (фин. Viipurin tuomiokirkko) — с 1893 года по 1940 год — главная лютеранская церковь Выборга, ныне не сохранившаяся. В 1925 году получила статус кафедрального собора Выборгской епархии.

## История
В Выборге действовали две лютеранские общины: шведско-немецкая (собор Петра и Павла) и финская (церковь сельского прихода, бывший собор доминиканского монастыря). Так как во второй половине XIX века церковь сельского прихода уже не могла вместить всех прихожан финской общины, было принято решение о строительстве нового, большего по размерам здания кирхи для финской городской общины, образованной в 1881 году. Архитектурный конкурс выиграл выборгский архитектор Эдуард Диппель.
Строительство нового краснокирпичного здания в неоготическом стиле на углу Екатерининской (ныне — Крепостной) и Поссеской (ныне — Советской улиц) началось в 1889 году, а 3 декабря 1893 года церковь была освящена. Таким образом, серьёзное для конца XIX века архитектурно-градостроительное решение было воплощено за сравнительно короткий срок.
Участки напротив заняли резиденция губернатора и дом Виклунда, по соседству расположились Выборгский почтамт и здание финской народной школы. Так сформировался новый городской центр. Новым собором гордились жители города и восхищались гости, которые называли его «Выборгский Нотр-Дам». С конца XIX века величественная неоготическая кирха изображалась на многих открытках с видами города. Новый кафедральный собор запечатлел на своих работах выдающийся финский художник Хуго Герхард Симберг.
В дальнейшем, в условиях развития функционализма как передового стиля финского зодчества 1920-х — 1930-х годов, теоретики современной архитектуры стали критически отзываться о художественных достоинствах неоготического храма, противопоставляя ему такие лишённые украшений сооружения, как здание выборгской библиотеки, возведённое поблизости по проекту Алвара Аалто. В частности, Уно Ульберг, занимавший пост главного архитектора Выборга, считал, что собор не имеет ни исторической, ни архитектурной ценности.
Здание кирхи получило большие повреждения во время Советско-финляндской войны (1939—1940) и Великой Отечественной войны. В декабре 1939 года от бомбардировки советской авиацией пострадала апсида собора. В 1940 году после передачи города СССР ленинградская комиссия по охране памятников отнесла собор к списку ценных архитектурных объектов, но восстановлен он не был. Ещё больший ущерб нанесли зданию авиационные бомбёжки в ходе Великой Отечественной войны. В октябре 1941 года архитектором Уно Ульбергом был разработан план восстановления Выборга, согласно которому предполагалась разборка здания храма до уровня фундамента со строительством новой кирхи в современном стиле. Финскими властями этот проект не был претворён в жизнь, но в 1953 году, уже при советской власти, стены храма были взорваны под предлогом строительства нового здания Выборгского театра, которое, однако, так и не началось. Участи разрушенного храма избежал приходской дом, переданный под размещение учреждений культуры.

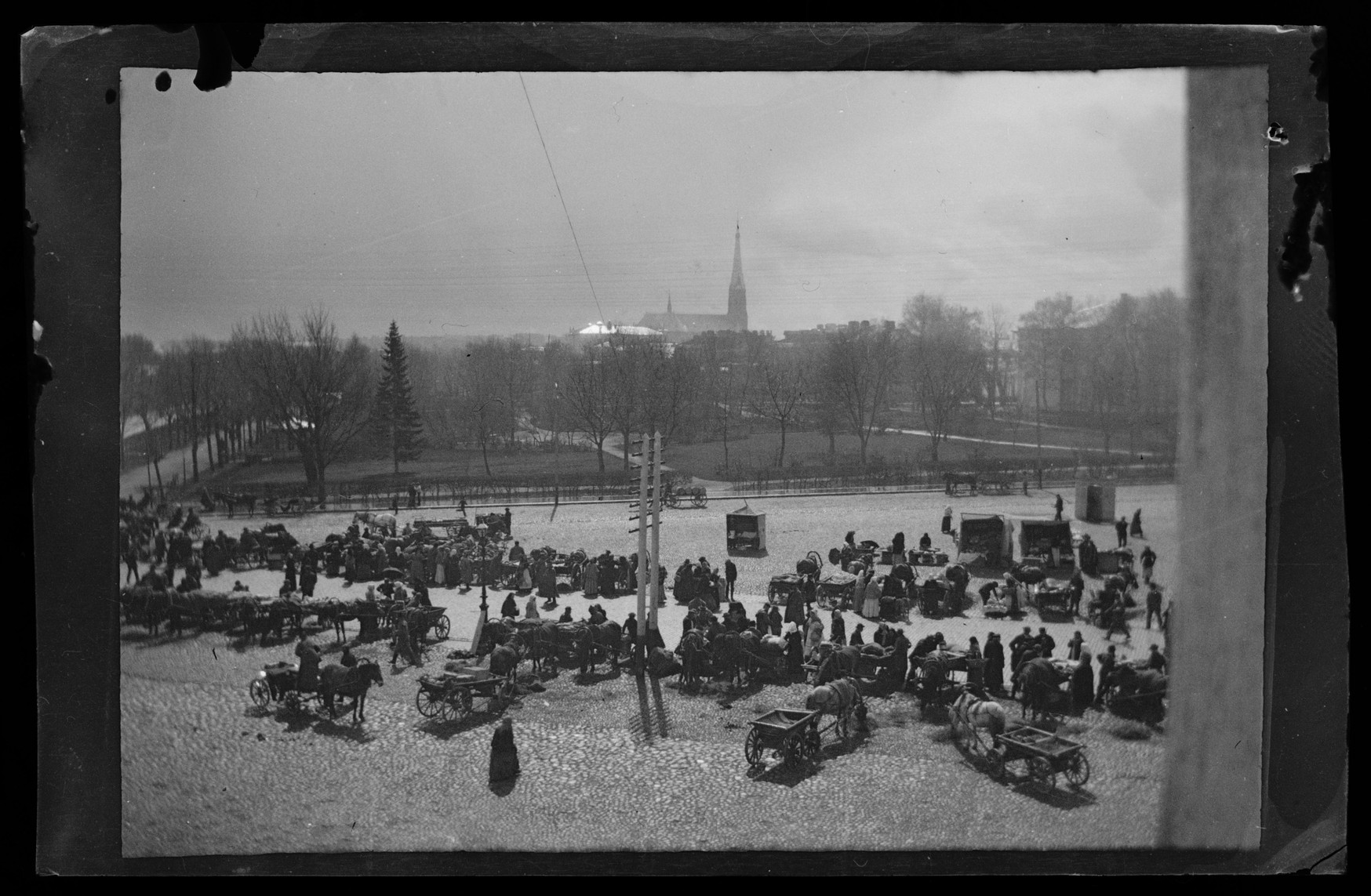
Вид на кирху со стороны Рыночной площади в 1902 году
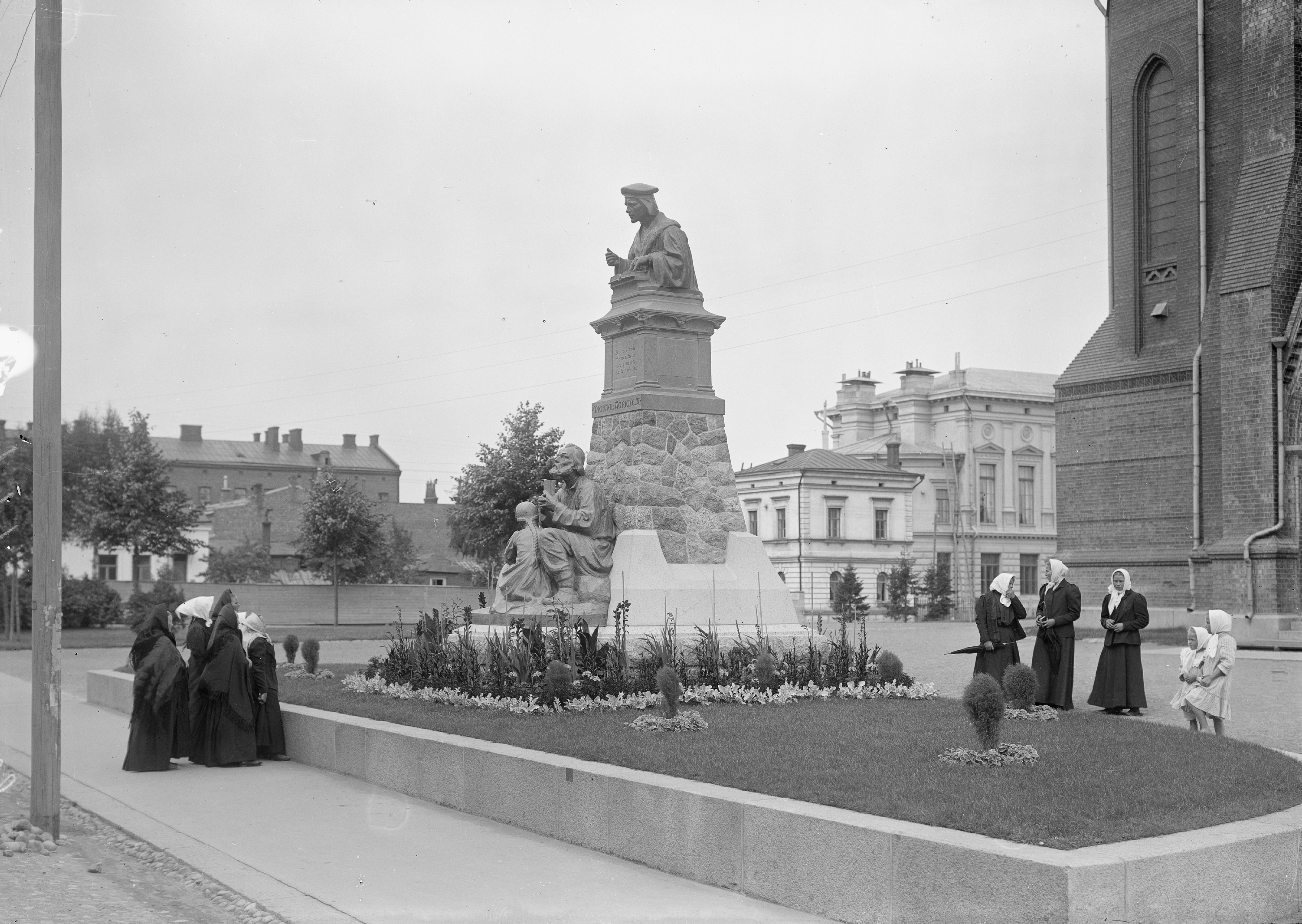
Памятник Микаэлю Агриколе перед входом в 1908 году
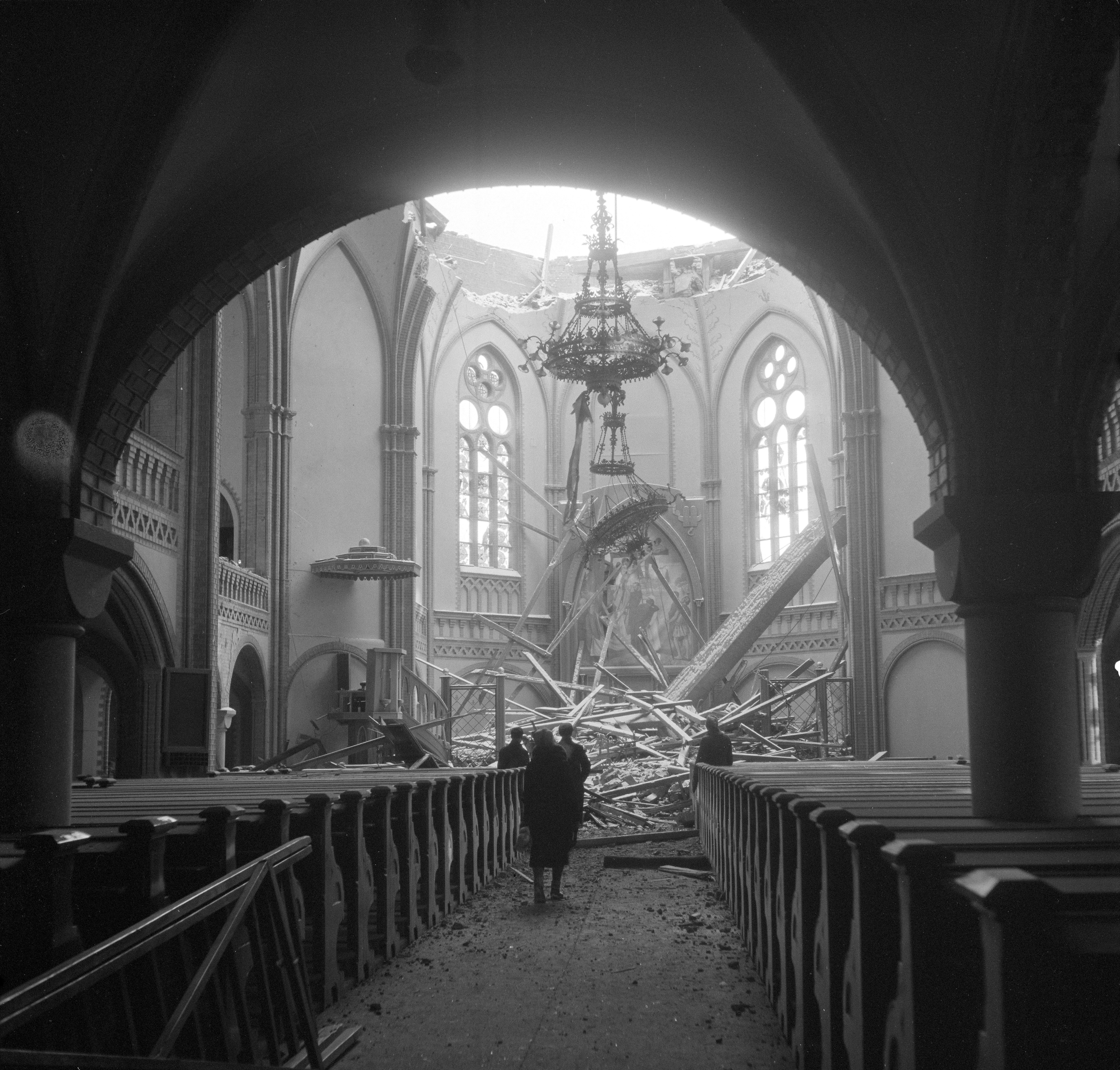
Апсида собора, разрушенная в результате бомбардировки в феврале 1940 года

## Описание
Внешний вид собор сочетал утончённость готического шпиля с монументальностью основного объёма здания, а интерьер представлял собой величественный зал с расписными сводами, алтарём и большим органом. Здание имело три ориентированных с востока на запад нефа, ближе к алтарю пересекавшихся трансептом (поперечным нефом). К залу примыкали хоры с пристроенным помещением капеллы. Западный фасад украшала высокая четырёхгранная колокольня, по бокам от которой находились две небольшие лестничные башни. На колокольне высотой 83 метра было три колокола, низкий звук которых разносился очень далеко. Небольшой башенкой с крестом был украшен конёк крыши над средокрестием. Монументальность постройке придавали типичные готические элементы: мощные контрфорсы и аркбутаны, усиливавшие наружные стены, а также вытянутые окна с крестоцветами.
Вход с запада, оформленный полуциркулярным порталом, украшал высокий треугольный фронтон (вимперг), дополненный небольшими колоннами в уступе и характерными орнаментами в архивольте. Перед западным фасадом собора в 1908—1940 годах находился памятник Микаэлю Агриколе, давший собору второе название — «Агрикольский» (в настоящее время его копия размещена у собора Петра и Павла).
Длина внутреннего пространства церкви без учёта ризницы составляла 50 метров, ширина центрального нефа 18 метров, а трансепта 37,5 метров. Высота потолка в нефе составляла 22 метра, а в апсиде 19 метров. Высота колокольни 83 метра. Скамьи в нефе вмещали 1850 человек, а всего в соборе могло поместиться до 2500 человек. Сумма, затраченная на строительство собора, составила около 440 тысяч марок.
Своды церкви были расписаны художником Лаури Вялке, алтарное изображение было создано живописцем Пеккой Халоненом, резная деревянная кафедра была работы скульптора Ханнеса Аутере. В 1895 году финский органный мастер датского происхождения Йенс Александер Цакариассен изготовил для храма 45-регистровый орган (в то время — самый большой в Финляндии). Этот инструмент заменили в 1929—1930 гг. ещё более крупным органом фирмы «Братья Ригер» (Gebrüder Rieger), изготовленным в Силезии. Инструмент имел 76 регистров, 4 ручных клавиатуры, педаль, более 4500 труб и относился к числу крупнейших в Северной Европе.
Малярными работами руководил мастер Ноусиайнен. Скамьи изготовила фирма А. Борениуса, а двери — фирма «Хакман и Ко». Алтарь изготовлен на фабрике Матти Пиетинена. Окна были доставлены из Гамбурга. Часы для колокольни изготовила фирма «Бокум» из Вестфалии. Кирпичи для стен и клинкерные кирпичи были изготовлены фирмой «Рейнвальд и Рот» из Лейгница. Семь печей изготовили в Турку. Электрические светильники изготовила выборгская фирма «Пауль Валь и Ко», а паникадило доставили из Берлина. Всеми строительными работами руководил архитектор Эдуард Диппель, а строительный процесс контролировал архитектор Герхард Сольберг.

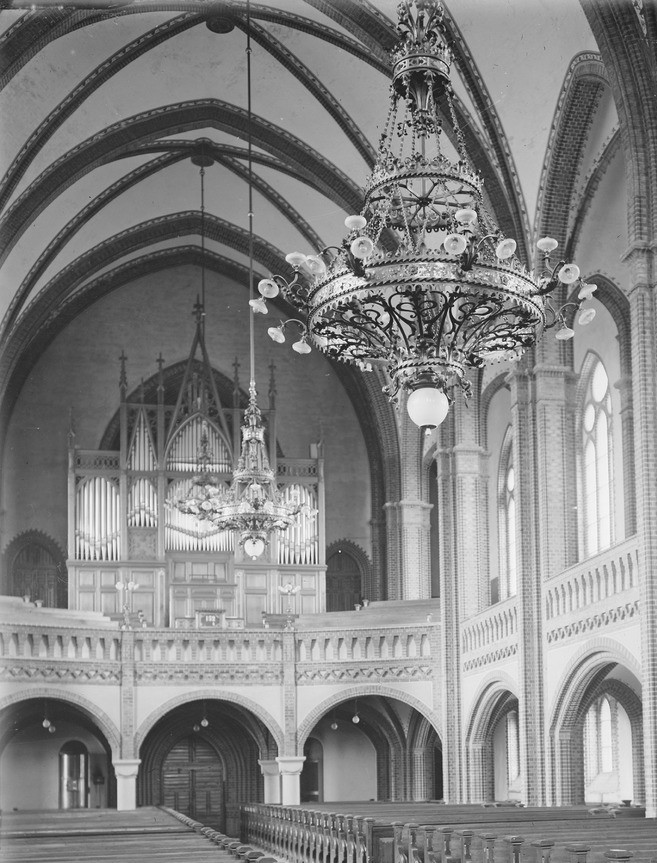
Церковный орган в 1905 году
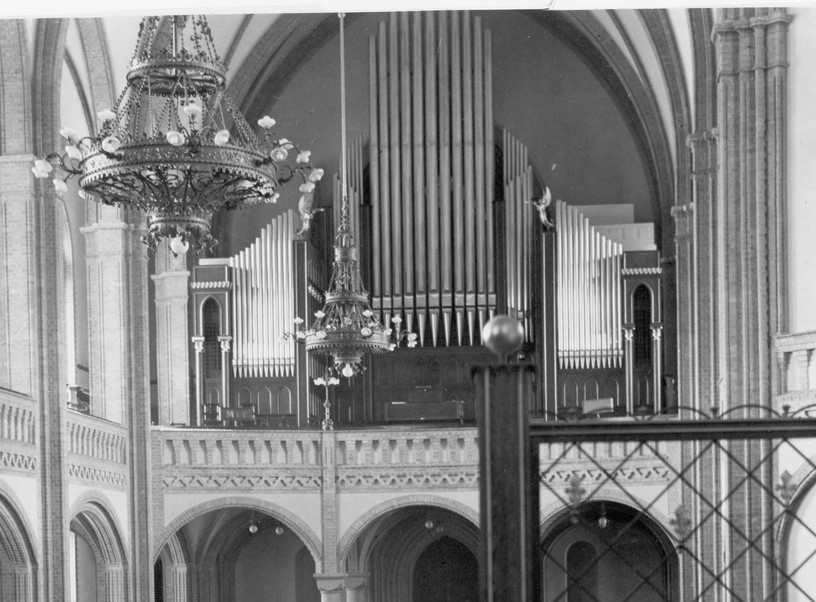
Церковный орган, установленный в 1929 году
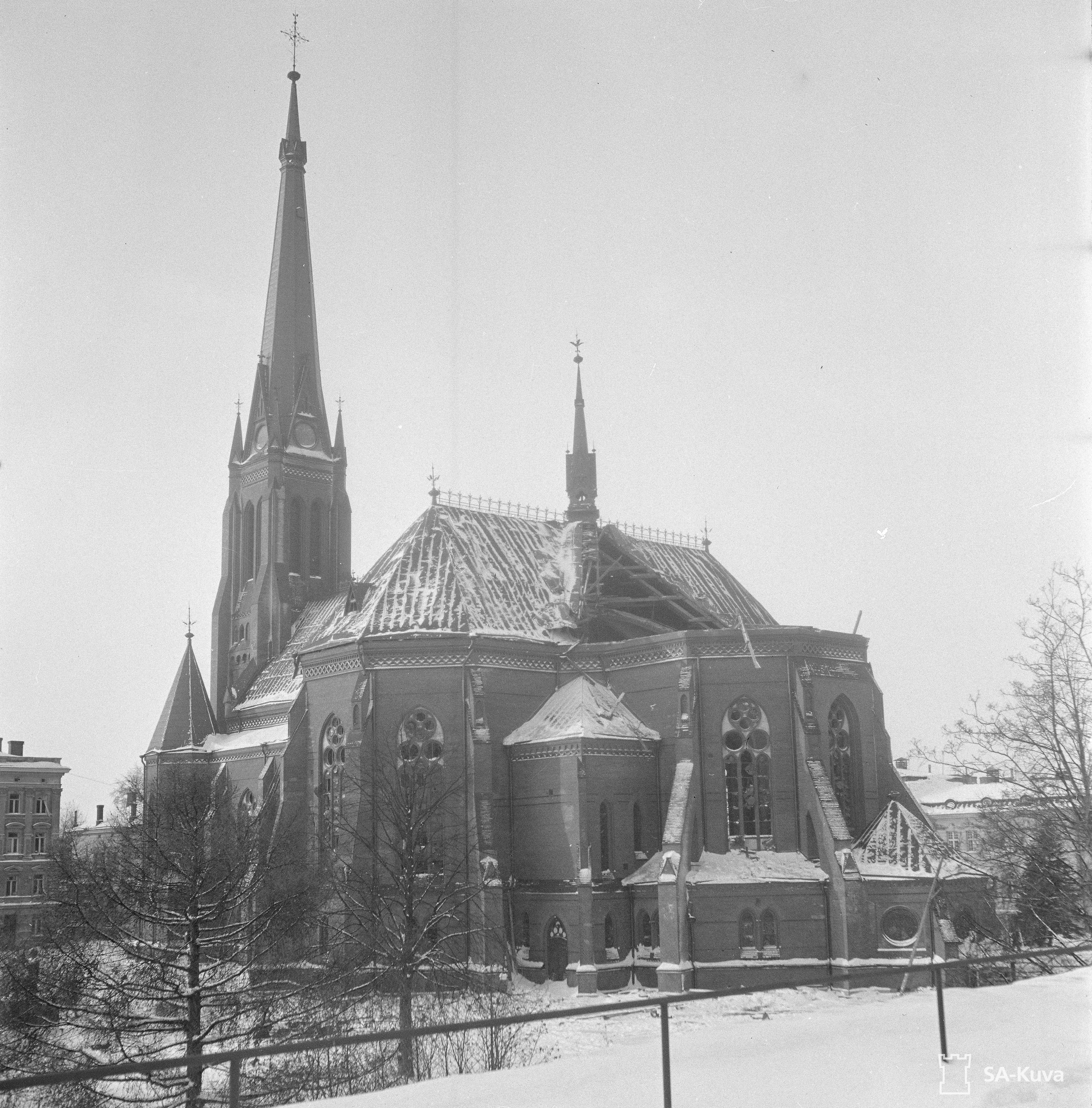
Кирха с разрушенной апсидой в феврале 1940 года
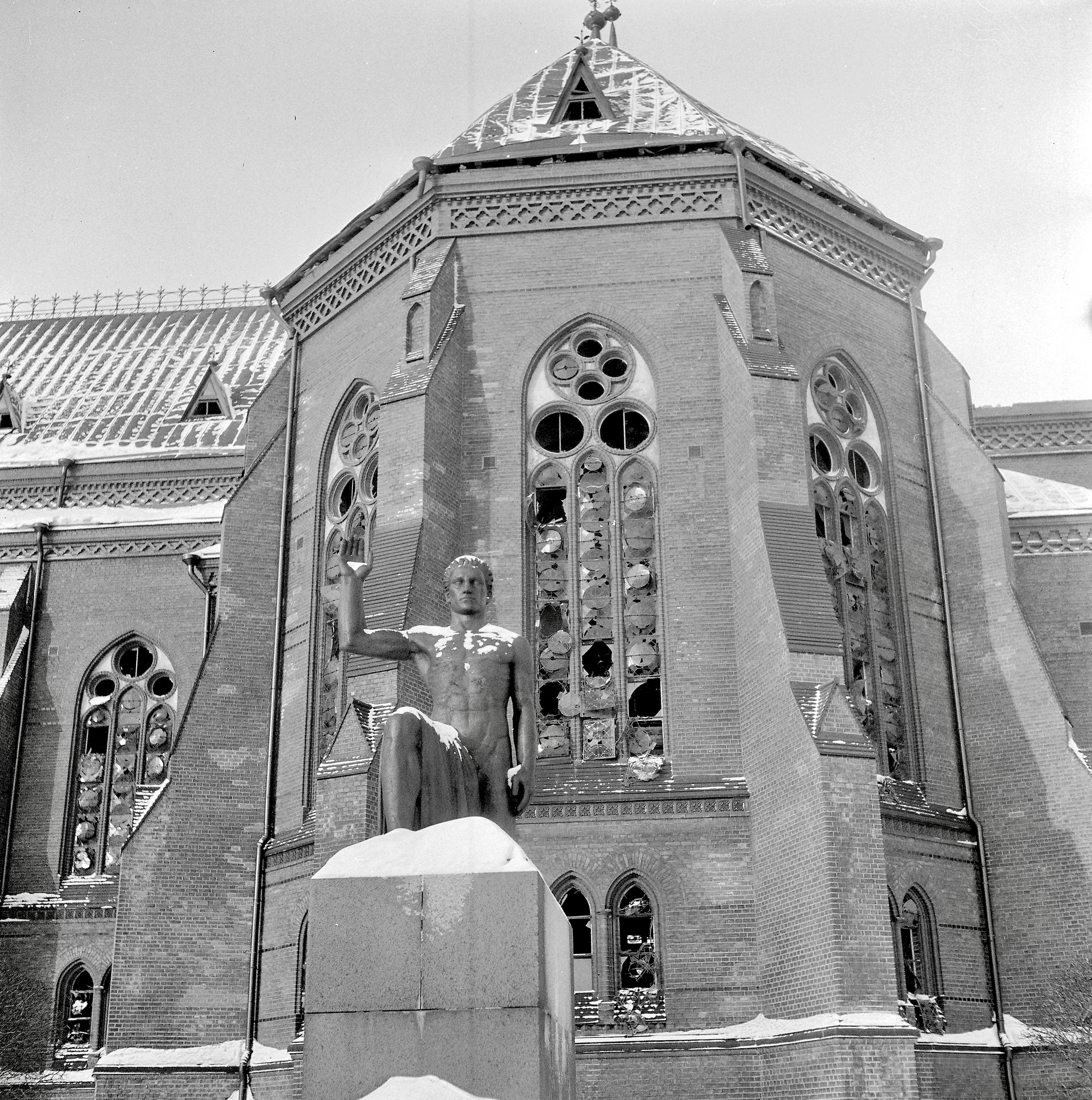
Памятник белофиннам у церковной стены в феврале 1940 года

## Современное состояние
К настоящему времени сохранились фундамент и цоколь здания с подземной частью. Центр средокрестия собора отмечен клумбой с постаментом из гранитных блоков взорванного собора, на котором в послевоенное время размещался памятник Сталину, затем — изображавшая пионеров скульптурная композиция «Счастливое детство», позднее — декоративный вазон. С 21 апреля 2017 года на постаменте с вазоном находится памятная гранитная плита, посвящённая истории храма. Она установлена по инициативе петербургского архитектора-реставратора Игоря Львова.
На участке между библиотекой и собором в разные периоды времени появились военные и гражданские захоронения (более 900 человек, в основном жителей Выборга). В Финляндии издана книга, которая посвящена этим захоронениям. Различить очертания просевших могил нетрудно: поверхность земли в этом месте волнообразная. На этом кладбище у южной стены собора в 1921—1940 годах размещался памятник белофиннам. Неоднократно предпринимались попытки благоустройства места захоронений рядом с собором, превращённого в место отдыха горожан. С 1993 года на месте памятника белофиннам по проекту архитектора Юхи Ланкинена установлена мемориальная плита «Памяти похороненных жителей Выборга» с надписью на четырёх языках.

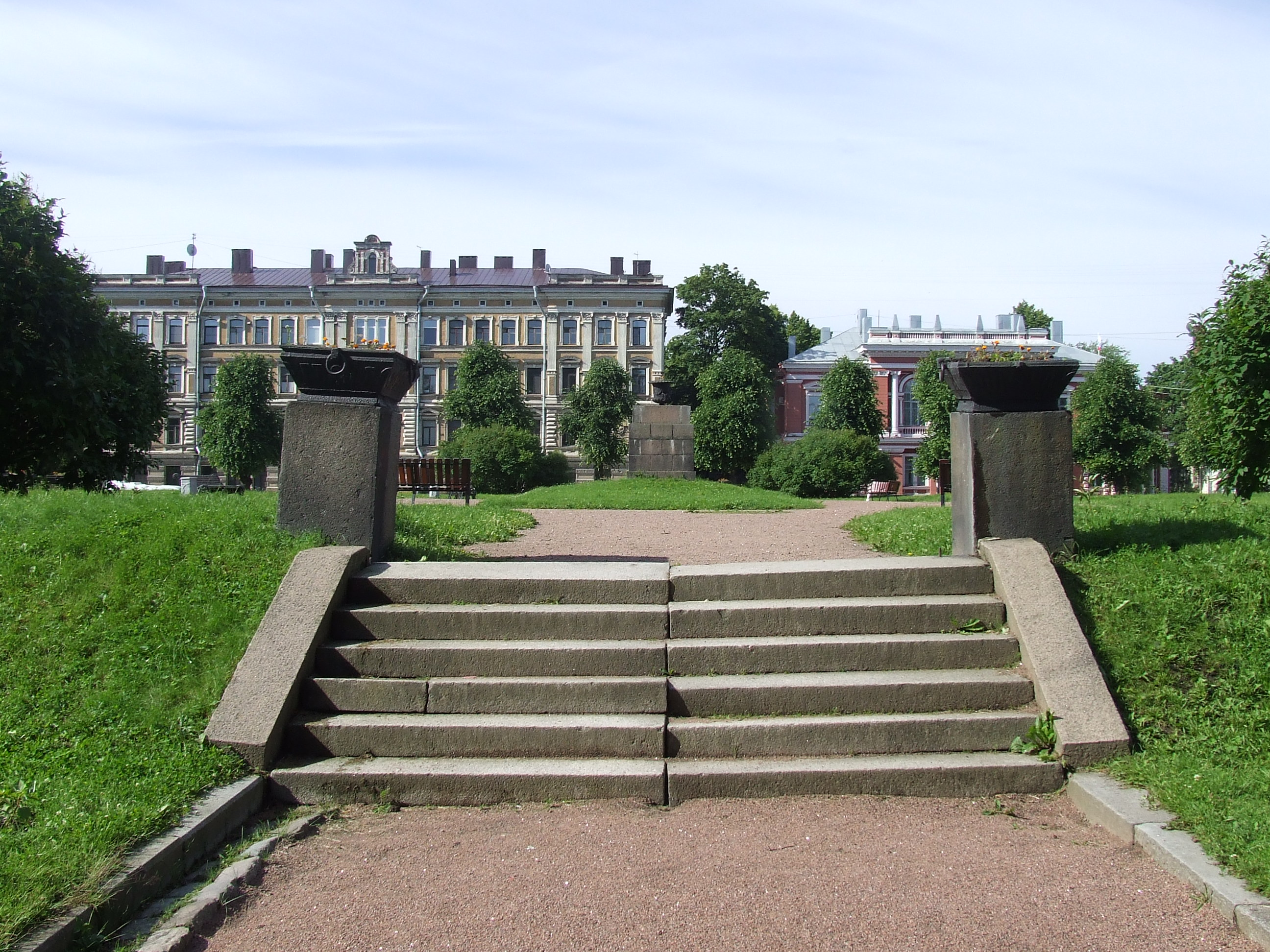
Сквер на месте снесённого собора
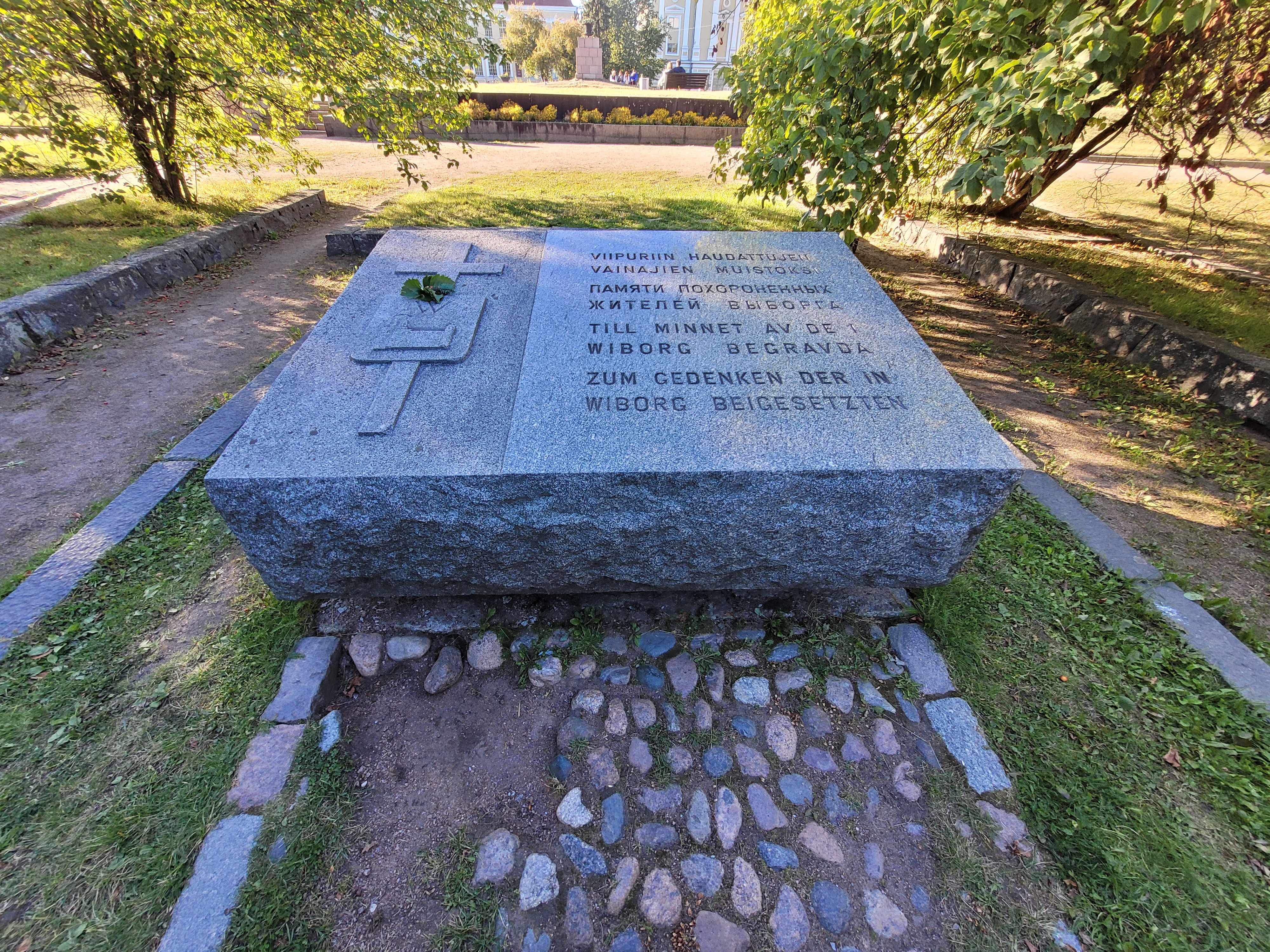
Памятник на кладбище
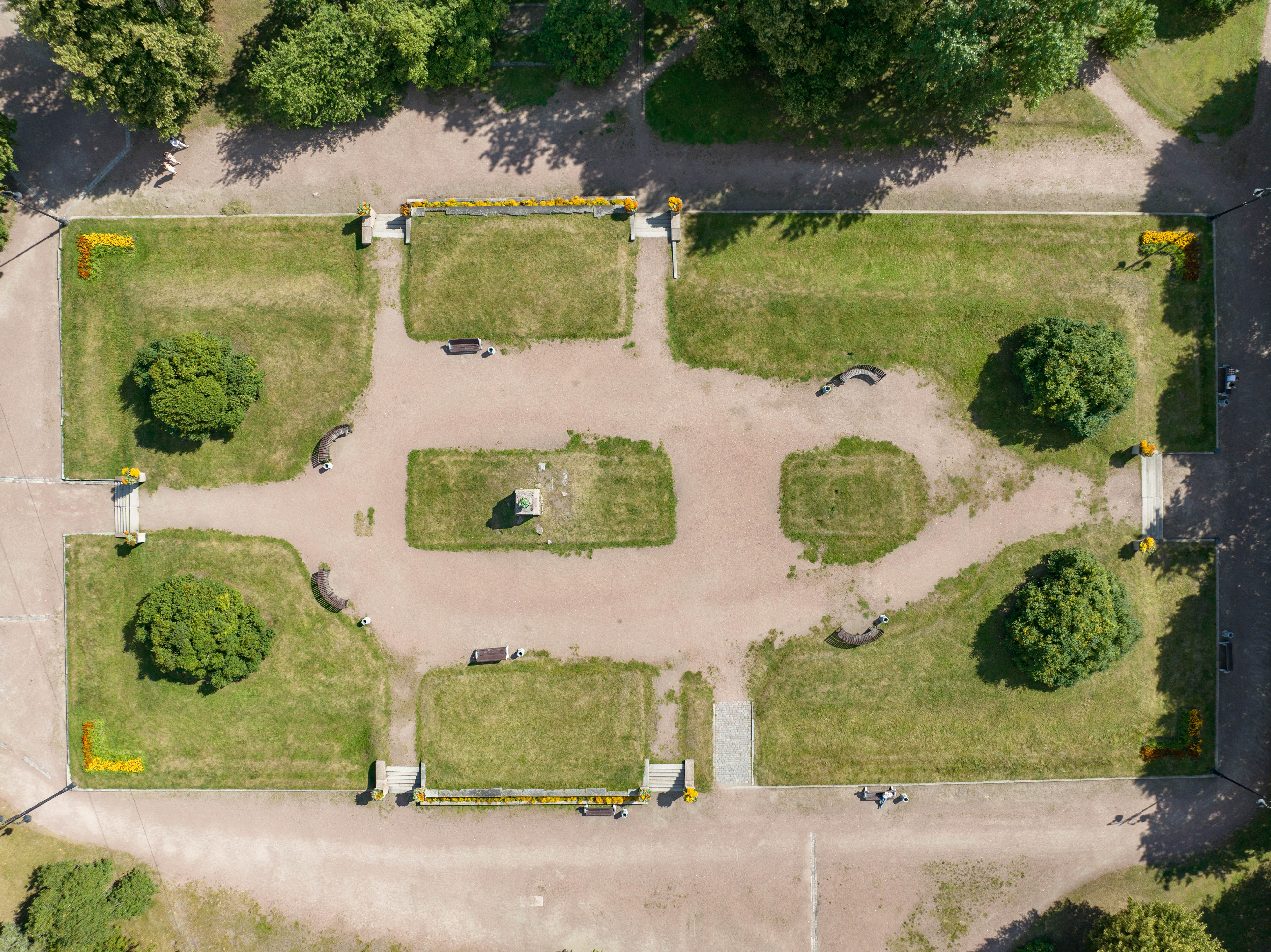
Вид на сквер сверху
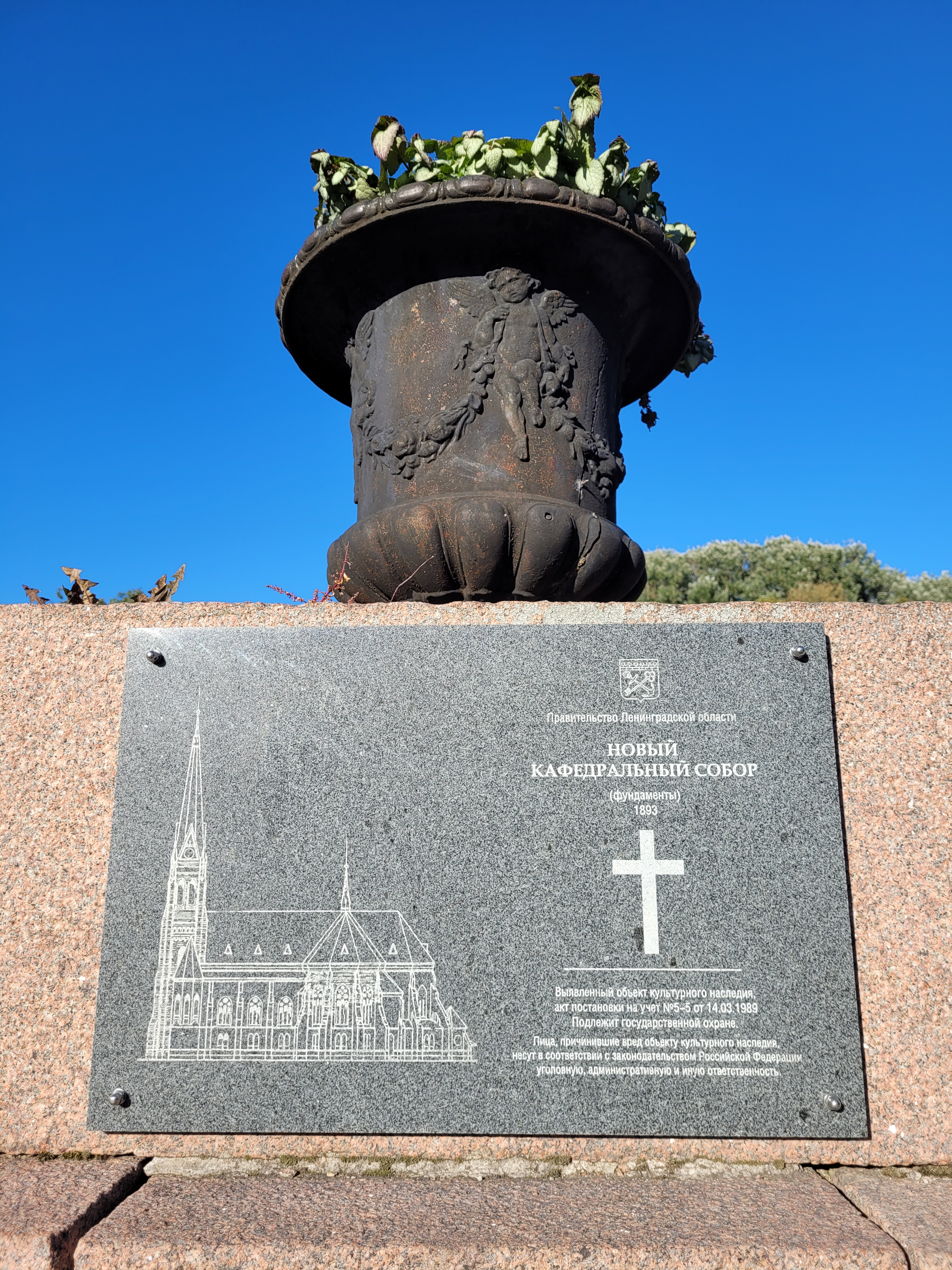
Памятная доска на постаменте с вазоном